# Campeonato Goiano de Futebol Feminino de 2021
O Campeonato Goiano de Futebol Feminino de 2021 foi a 31ª edição deste campeonato de futebol feminino organizado pela Federação Goiana de Futebol (FGF), o torneio teve início em 25 de setembro e terminou em 13 de novembro.
O título desta edição ficou com o Vila Nova, que conquistou o título inédito após vencer o Aliança na final da competição. Com o título o Vila Nova garantiu uma vaga na Série A3 do Campeonato Brasileiro Feminino de 2022.

## Regulamento
A competição será disputada em dois turnos, os três times vão disputar em grupo único no formato de pontos corridos. Ao final dos confrontos de cada turno, o primeiro colocado será declarado campeão daquele turno. A final, será disputada pelos campeões de cada turno em partidas de ida e volta, valendo a vaga para a Série A3 de 2022 para o campeão, desde que não esteja em outras séries da competição nacional, caso isso aconteça a vaga será repassada ao vice-campeão. Caso o time campeão do primeiro turno, for o mesmo do segundo, a final será cancelada e o título será conquistado pelo campeão de ambas as fases.

### Critérios de desempate
O desempate entre duas ou mais equipes na primeira fase seguiu a ordem definida abaixo:
1. Número de vitórias
2. Saldo de gols
3. Gols marcados
4. Menor número de cartões vermelhos recebidos
5. Menor número de cartões amarelos recebidos
6. Sorteio

## Participantes
| Equipe           | Cidade  |
| ---------------- | ------- |
| Aliança          | Goiânia |
| Atletas de Jesus | Goiânia |
| Vila Nova        | Goiânia |

## Primeiro turno

#### Confrontos
|                  | ALI | ATJ | VNO |
| ---------------- | --- | --- | --- |
| Aliança          | —   | 7–0 | —   |
| Atletas de Jesus | —   | —   | 1–6 |
| Vila Nova        | 1–1 | —   | —   |

|  |                     |  |        |  |                      |
|  | Vitória do Mandante |  | Empate |  | Vitória do Visitante |

## Segundo turno

#### Confrontos
|                  | ALI | ATJ | VNO |
| ---------------- | --- | --- | --- |
| Aliança          | —   | —   | 1–2 |
| Atletas de Jesus | 1–6 | —   | —   |
| Vila Nova        | —   | 9–1 | —   |

|  |                     |  |        |  |                      |
|  | Vitória do Mandante |  | Empate |  | Vitória do Visitante |

## Final

### Jogo de ida
| 6 de novembro | Aliança | 0 – 2  | Vila Nova                        | CT Buriti Sereno, Aparecida de Goiânia |
| 15h00min      |         | Súmula | Lamis 65' · Lorraine Caixeta 84' | Árbitro: Victor Lucas Pereira Silva    |

### Jogo de volta
| 13 de novembro | Vila Nova                                 | 2 – 1 | Aliança         | Onésio Brasileiro Alvarenga, Goiânia |
| 10h00min       | Lorraine Caixeta 43' · Maria Gabriela 83' |       | Cristiellen 54' | Árbitro: Karllucy Roberto            |

## Premiação
| Campeão do Campeonato Goiano de Futebol Feminino de 2021 |
| -------------------------------------------------------- |
| Vila Nova Campeão (1° título)                            |